# Mickey Guyton
Mickey Guyton (Arlington, 1984 –) amerikai country-énekesnő, dalszerző.

## Pályafutása
A texasi Guyton már fiatalon megismerkedett a kortárs country, pop és R&B zenével. 2011-ben Nashville-be, (Tennessee állam) költözött, és lemezszerződést írt alá a Capitol Records-szal. 2015-ben a kiadta Guyton debütáló EP-jét, az „Unbreakable”-t.
2015-ben a Capitol kiadta debütáló kislemezét, a „Better Than You Left Me”-t. A dal a 34. helyet érte el az amerikai Country Airplay listán, és jelölést kapott az Academy of Country Music Awards díjra. Ugyanebben az évben jelent meg második EP-je. 2020-ban, a George Floyd halála miatti tüntetések és a „Black Lives Matter” mozgalom hatása alatt kiadta a „Black Like Me” című kislemezt, amely a fekete nőként a country zenében szerzett tapasztalatairól szól. A dal segített karrierjében, és ennek eredményeként megkapta első Grammy-díjra jelölését. Ezzel ő lett az első fekete nő, akit jelöltek a legjobb country szólóelőadás kategóriában. Még ugyanebben az évben megjelent harmadik (kibővített) munkája, a „Bridges”. Ezután Dean Brody-val együttműködve megalkotta a „Boys” című dalt, amellyel ő lett az első fekete nő, akinek dala vezető slágerré vált a kanadai country listán. 
Debütáló albuma, a „Remember Her Name” 2021-ben jelent meg.

## EP-k
- Unbreakable (2014)
- Mickey Guyton (2015)
- Bridges (2020)
- I Am Woman (2022)

## Albumok
- Remember Her Name (2021)

## Díjak
- 3 Grammy-díj jelölés